# Remco Schouten
Remco Schouten (Ammerstol, 6 maart 1995) is een Nederlandse marathon- en langebaan-schaatser uit Ammerstol.
In 2015 werd hij Nederlands kampioen marathonschaatsen op kunstijs neo-senioren op kunstijsbaan Kardinge in Groningen. In het seizoen 2015/16 maakte hij deel uit van het Okay Fashion & Jeans schaatsteam.
In het seizoen 2016/2017 maakte hij de overstap naar Schaatsteam Bouw en Techniek waarbij hij zijn eerste podiumplaats pakte in de topdivisie in Hoorn en naar een 2e plaats reed op NK Marathon in Heerenveen. Ook werd hij 16e op het NK afstanden 5000m en 15e op het NK Allround en werd hij Nederlandskampioen op de 5000m en 10.000m bij de neo senioren in Alkmaar.

## Persoonlijke records
| Afstand      | Tijd     | Datum            | Baan       |
| ------------ | -------- | ---------------- | ---------- |
| 500 meter    | 38,55    | 9 oktober 2016   | Inzell     |
| 1000 meter   | 1.20,04  | 13 maart 2011    | Nijmegen   |
| 1500 meter   | 1.50,63  | 15 oktober 2017  | Inzell     |
| 3000 meter   | 3:52.45  | 25 februari 2017 | Heerenveen |
| 5000 meter   | 6.27,69  | 15 oktober 2016  | Inzell     |
| 10.000 meter | 13.40,72 | 13 maart 2016    | Enschede   |

## Resultaten
| Jaar | NK Afstanden | NK Allround        |
| ---- | ------------ | ------------------ |
| 2016 | 18e 1500m    |                    |
| 2017 | 16e 5000m    | 15e (19e, 12e, 17e |
| 2018 | 16e 5000m    |                    |
| 2019 | 15e 5000m    |                    |